# Mercasa
Mercasa es una empresa pública española del sector de la distribución alimentaria. Pertenece a la Administración del Estado y sus accionistas son la SEPI (Sociedad Estatal de Participaciones Industriales) y el Ministerio de Agricultura y Pesca, Alimentación y Medio Ambiente, a través del Fondo Español de Garantía Agraria (FEGA). 
Mercasa gestiona, junto con los respectivos ayuntamientos, la llamada Red de Mercas, una serie de plataformas de distribución mayorista y servicios logísticos. Actualmente la Red de Mercas está formada por 24 unidades alimentarias ubicadas en diferentes partes del territorio español. 
Mercasa gestiona igualmente varios Centros Comerciales donde se ubica comercio detallista en zonas de especial necesidad y de creación urbana. 
Mercasa desarrolla actividad internacional, que consiste en prestar asistencia técnica para la puesta en marcha de proyectos comerciales, tanto mayoristas como minoristas. Esta área internacional se dirige a Administraciones Públicas (gobiernos estatales, autoridades regionales y municipales), instituciones financieras internacionales y promotores privados (grupos de empresas-promotores de mercados). 

## Historia
Mercasa nace el 7 de abril de 1966, constituida como Sociedad Anónima al amparo del Decreto 975/1966 y promovida por la Comisaría General de Abastecimientos y Transportes (CAT), organismo autónomo vinculado a los Ministerios de Agricultura y Comercio. Los objetivos de constitución de Mercasa incluyeron: 
- Organización de una red de mercados mayoristas, a nivel nacional.
- Construcción e instalación de todos los mercados pertenecientes a esta red.
- Explotación y gestión de los mercados ya instalados.
- Promoción de la participación activa y concurrencia auténtica de productores y sus organizaciones.
- Contribución en la mejora, en todos los aspectos, del ciclo de comercialización de los artículos alimenticios (mayor transparencia, mejora de normalización y tipificación de las mercancías, desarrollo del comercio detallista polivalente).

En 2020 la empresa pública Mercasa canalizaba más del 65% de la compraventa de todas las frutas y hortalizas que se consumían en España.
Durante la Pandemia de enfermedad por coronavirus de 2020 en España Mercasa distribuyó 230.000 mascarillas entre los comerciantes detallistas que acudían a comprar diariamente a la Red de Mercas.

## Red de Mercas y centros comerciales
La llamada Red de Mercas es una red de plataformas logísticas de abastecimiento de alimentos frescos. La empresa Mercasa es copropietaria de estas plataformas, junto con las administraciones locales. En la actualidad, existen 24 plataformas en España:
- Mercalgeciras, en Algeciras (Cádiz)
- Mercalicante
- Mercasturias, en el concejo de Llanera (Asturias)
- Mercabadajoz
- Mercabarna
- Mercabilbao, en el municipio de Basauri (Vizcaya)
- Mercacórdoba
- Mercagalicia, en Santiago de Compostela
- Mercagranada
- Mercairuña
- Mercajerez, en Jerez de la Frontera (Cádiz)
- Mercalaspalmas, en Gran Canaria
- Mercaleón
- Mercamadrid, situado en Madrid, en el distrito de Puente de Vallecas.
- Mercamálaga
- Mercamurcia, en El Palmar
- Mercaolid, en Valladolid
- Mercasalamanca
- Mercasantander
- Mercasevilla
- Mercatenerife, en Santa Cruz de Tenerife.
- Mercavalencia
- Mercazaragoza

Asimismo, Mercasa es propietaria de ocho centros comerciales, con una superficie comercial de 69.000 metros cuadrados.

## Publicaciones
Mercasa elabora estudios y edita diferentes publicaciones relacionadas con el sector de la alimentación. Entre ellas se incluye la revista Distribución y Consumo, editada desde 1991 y que se mantiene hoy en día; el anuario Alimentación en España que se edita desde 1998 e incluye información sobre todos los eslabones de la cadena alimentaria, junto a otras publicaciones, como las Guías Sectoriales, realizadas desde 2004, los libros sobre Alimentos de España con Denominación de Origen, editados en los años 90, así como otros monográficos.

## Corrupción: "Caso Mercasa"
A finales de 2019 el juez de la Audiencia Nacional José de la Mata Amaya propuso juzgar a 20 personas y a ocho empresas como personas jurídicas, entre ellas la pública Mercasa, que gestiona los mercados centrales del país, por el pago de comisiones para conseguir contratos en Angola entre 2006 y 2016. El juez atribuye a la compañía que gestiona los mercados centrales españoles un delito de corrupción en las transacciones económicas internacionales.